# Pallalcesto Amatori Udine
L'Amici Pallacanestro Udinese, abrégé en AP Udine, est un club italien de basket-ball basé à Udine. Le club a déposé le bilan en 2011.

## Noms successifs
- Depuis 1999 : Snaidero

Avant 1999, un autre club, dont celui-ci a pris la succession a existé à Udine, sous les appellations suivantes :
- 1995 - 1996 : Latte Carso
- 1992 - 1994 : Goccia Di Carnia
- 1991 - 1992 : Rex
- 1990 - 1991 : Emmezeta
- 1985 - 1990 : Fantoni
- 1984 - 1985 : Australian Udine
- 1983 - 1984 : Gedeco
- 1982 - 1983 : APU
- 1980 - 1982 : Tropic

## Joueurs célèbres ou marquants
- Gianmarco Pozzecco
- Mike Davis
- Clarence Kea
- Jacob Jaacks
- Michael Young
- Derek Hood
- Joseph Forte
- Gerald Lee
- Uroš Slokar
- Dražen Dalipagić